# Боковое (Донецкая область)
Боковое (укр. Бокове) — посёлок, входит в Добропольский городской совет Донецкой области Украины.
Население по переписи 2001 года составляло 124 человека. Телефонный код — 6277.

## Местный совет
85013, Донецька обл., Добропільська міськрада, м. Білозерське, вул. Гірнича, 4